# Cims borrascosos (pel·lícula de 1988)
Cims borrascosos (嵐が丘, Arashi ga oka) és un drama japonès dirigit per Yoshishige Yoshida estrenada el 1988. Està basada en la novel·la del mateix nom d'Emily Brontë,ambientada en el Japó medieval. Aquesta pel·lícula va competir en el 41è Festival Internacional de Cinema de Canes.

## Repartiment
- Yūsaku Matsuda com Onimaru
- Yūko Tanaka com a Kinu Yamabe
- Rentarō Mikuni com a Takamaru
- Tatsuo Nadaka com a Mitsuhiko
- Eri Ishida com a Tae
- Nagare Hagiwara com a Hidemaru
- Keiko Ito com a Shino
- Masato Furuoya com a Yoshimaru
- Tomoko Takabe com a filla Kinu
- Masao Imafuku com a Ichi
- Shin Ueda com a Suka
- Taro Shigaki